# 1504 en littérature
| Années de la littérature : 1501 - 1502 - 1503 - 1504 - 1505 - 1506 - 1507    |
| Décennies de la littérature : 1470 - 1480 - 1490 - 1500 - 1510 - 1520 - 1530 |

Cet article présente les faits marquants de l'année 1504 en littérature.

## Événements
- L'Arioste devient courtisan d’Hippolyte Ier, cardinal d’Este. Il remplit diverses tâches d’ambassade et d’administration mais se brouille avec le cardinal quand il refuse de l’accompagner en Hongrie en 1517[1].

## Parutions
- 15 février : Enchiridion militis christiani (Manuel du chevalier chrétien), manuel théologique d’Érasme (conjonction entre la religion et la liberté)[2].

- 10 octobre : Les Abus du monde, poème satirique de Pierre Gringore, est imprimé à Paris par Pierre le Dru[3].

- Publication de L’Arcadie, poème pastoral de Jacopo Sannazaro, écrit entre 1480 et 1485[4].

## Naissances
- 30 novembre : Giovanni Battista Giraldi, écrivain, poète et dramaturge italien († 1573).